# Adolfo Horta
Adolfo Horta Martínez (3 ottobre 1957 – Camagüey, 28 novembre 2016) è stato un pugile cubano.

## Palmarès

### Olimpiadi
- 1 medaglia:
  - 1 argento (Mosca 1980 nei pesi piuma)

### Mondiali dilettanti
- 3 medaglie:
  - 3 ori (Belgrado 1978 nei pesi gallo; Monaco di Baviera 1982 nei pesi piuma; Reno 1986 nei pesi leggeri)

### Giochi panamericani
- 2 medaglie:
  - 2 ori (San Juan 1979 nei pesi leggeri; Caracas 1983 nei pesi piuma)